# Датские проливы
Да́тские проли́вы (Балтийские проливы) — система проливов между Скандинавским и Ютландским полуостровами, соединяющая Балтийское море с Северным. Включает проливы Малый Бельт (наименьшая ширина 0,5 км), Большой Бельт (11 км), Эресунн (3,4 км), Каттегат (60 км) и Скагеррак (60 км). Датские проливы являются основным морским путём, соединяющим порты Балтийского моря с портами мирового океана.
Длительное время Дания одна владела берегами всех трех проливов, и за проход иностранных судов через проливы ею взималась Зундская пошлина. Но уже в 1650-е годы Швеция отвоевала у Дании восточный берег Зундского пролива и добилась права на беспошлинный проход своих судов через Бельты.
В 1867 году в Копенгагене был заключен трактат «Об отмене пошлин, взимаемых с купеческих судов и грузов при проходе их через проливы Зунда и обоих Бельтов», согласно которому Дания обязуется перед странами, подписавшими трактат (в том числе — Российская империя), не взымать никаких пошлин с кораблей и грузов при проходе через проливы. Данный трактат сохраняет свою юридическую силу по сей день.
До 1938 года ограничений для прохода военных кораблей через Балтийские проливы фактически не было. В 1938 года Дания ввела незначительные ограничения для прохода военных кораблей через Балтийские проливы, не делая при этом различия между кораблями прибалтийских и небалтийских стран. В 1951 годов в Дании был издан королевский указ, установивший правила прохода военных кораблей через проливы.
Датские проливы играют ключевую роль в обеспечении внешней торговли стран региона. Так, для России они выступают важным маршрутом для экспорта нефти после развития нефтяных терминалов на Северо-Западе. Перевалка нефти через российские балтийские порты Усть-Луга и Приморск в 2022 году составила 124,1 млн тонн и 57,1 млн тонн соответственно.
Всего же Датские проливы, по некоторым оценкам, обеспечивали около 8 % мировой торговли нефтью по морю. Ежедневный транзит составлял около 3,2 млн баррелей углеводородов. До 2022 года российская нефть и уголь через проливы шли в основном на европейские рынки, после введения западных санкций против РФ эти экспортные потоки были переориентированы в Азию и Северную Африку.